# Johann Simon Beckenstein
Johann Simon Beckenstein (* 22. Februar 1684 in Danzig; † 1. Januar 1742 in Königsberg) war ein deutscher Rechtswissenschaftler und Heraldiker.

## Leben
Beckenstein studierte an der Universität Königsberg und wurde dort 1725 wurde mit der Schrift Exercitatio juridica de inutilitate distinctionis, inter servitutes urbanas & rusticas zum Doktor der Rechte promoviert. Nach einer Tätigkeit als Assistenzprofessor folgte er einem Ruf an die in Sankt Petersburg neue gegründete Kaiserliche Akademie der Wissenschaften und an die Universität, die gleichzeitig mit der Akademie gegründet wurde und eng mit ihr verbunden war. Bis 1. Mai 1735 war er Professor der Rechtswissenschaft in Sankt Petersburg. Seit Ende 1720er Jahre hielt er auch Vorlesungen über Wappenkunde und gilt als deren Begründer in Russland.
Beckenstein schrieb in deutscher Sprache ein Buch über Wappenkunde, das in St. Petersburg erschien, und war an verschiedenen Projekten (darunter in Charkiw) beteiligt. Nach seinem Aufenthalt in St. Petersburg kehrte er an die Universität Königsberg zurück.
1738 wurde er Ehrenmitglied der Russischen Akademie der Wissenschaften.

## Schriften (Auswahl)
- Johann Simon Beckenstein: Kurze Einleitung zur Wappenkunst, und zur Art des Blasonirens: In deutlichen Exempeln gezeigt und in drey Sprachen deutsch, französisch, und lateinisch erkläret. Kayserl. Academie der Wißenschafften, St. Petersburg 1731.